# Encyclopaedia Metallum
Encyclopaedia Metallum: The Metal Archives (comunemente conosciuto come Metal Archives o solamente MA per via dell'URL) è un sito web che elenca gruppi heavy metal di varie forme e stili musicali.

## Caratteristiche
L'Encyclopaedia Metallum fu descritta da Matt Sullivan del Nashville Scene come "il database centrale di internet per tutti coloro che sono "veri" (tr00) nel mondo del metal". La rivista Terrorizer ha descritto il sito come "una lista pienamente esaustiva praticamente di ogni tipo di gruppi metal, con discografie complete, un forum partecipato e un'interconnessione di utenti che mettono in mostra l'incestuosa bellezza della scena metal. Tuttavia, ci sono eccezioni per i gruppi musicali che rientrano nei generi controversi e non accettati dal sito web.
Encyclopaedia Metallum aggiunge anche ulteriori informazioni per ogni band, come la discografia, il logo, l'immagine del gruppo, i testi, la formazione del gruppo, la biografia, curiosità varie e recensioni degli utenti. Il sito propone inoltre un sistema per aggiungere gruppi all'archivio. Il sito è privo di pubblicità e viene gestito in modo completamente indipendente.

## Storia di Metal Archives
Il sito è stato inaugurato ufficialmente il 17 luglio 2002 (in realtà era stato attivato nei giorni precedenti) da due canadesi che usavano gli pseudonimi HellBlazer e Morrigan. Già un paio di anni prima, HellBlazer aveva avuto l'idea di un'enciclopedia di heavy metal, cercando di scrivere la pagina di ciascuna band in HTML. Vista la mole di lavoro e rinunciando a questa via, HellBlazer mise in moto un sito completamente automatizzato e basato sui contributi degli utenti.
La prima band ad essere inserita fu quella dei finlandesi Amorphis il 7 luglio, e già dopo un solo anno il database comprendeva più di 10.000 gruppi. Ancora oggi vengono inserite 500 band ogni mese.
Il 13 novembre 2014 il database comprendeva una lista di 100.000 gruppi musicali heavy metal.